# Gustav Bebermeyer
Gustav Bebermeyer (* 16. Oktober 1890 in Salzelmen; † 19. Juni 1975 in Tübingen) war ein deutscher Germanist und Volkskundler. Er war Professor an der Eberhard Karls Universität Tübingen.

## Leben
Gustav Bebermeyer studierte Germanistik und Geschichte in München und Göttingen. 1913 wurde er in Göttingen promoviert. Im Ersten Weltkrieg diente er als Freiwilliger an der Westfront, zuletzt als Leutnant der Reserve. Bebermeyer habilitierte sich 1921 in Tübingen und wurde 1925 zum außerordentlichen Professor ernannt. Er war bis 1933 Mitglied der DNVP und des Alldeutschen Verbandes.
Die nationalsozialistische Machtergreifung ermöglichte ihm einen außerordentlichen Karrieresprung. Im März 1933 unterzeichnete er die Erklärung von 300 Hochschullehrern für Adolf Hitler. Bebermeyer trat zum 1. Mai 1933 in die NSDAP ein (Mitgliedsnummer 2.090.576) und erhielt noch 1933 eine ordentliche Professur. 1933 wurde er außerdem zum „Beauftragten des Kultministers mit besonderen Vollmachten an der Universität Tübingen“ ernannt und übernahm dadurch  eine zentrale Rolle bei der Gleichschaltung der Universität Tübingen. Bebermeyer handelte dabei nach dem Motto: „Es kommt nicht darauf an, ob ein Hochschullehrer mehr oder weniger beurlaubt wird.“ Ab 1933 leitete er in Tübingen das erste Institut für deutsche Volkskunde (heute: Ludwig-Uhland-Institut für Empirische Kulturwissenschaft), das explizit mit nationalsozialistischer Ausrichtung gegründet worden war.
Im Jahr 1945 wurde Bebermeyer auf Anordnung der französischen Besatzungsmacht verhaftet und entlassen. Der Internierungshaft entging er nur aufgrund eines längeren Krankenhausaufenthaltes. 1949 wurde er im Spruchkammerverfahren als Mitläufer eingestuft und mit vollen Pensionsbezügen in den Ruhestand versetzt. 1954 erhielt Bebermeyer die „akademischen Rechte eines entpflichteten Hochschullehrers“, 1958 wurde er emeritiert. Von 1955 bis zu seinem Tode lehrte Bebermeyer erneut an der Universität Tübingen.